# I Am the Pretty Thing That Lives in the House
I Am the Pretty Thing That Lives in the House to niezależny amerykańsko-kanadyjski film fabularny z 2016 roku, którego reżyserem i scenarzystą jest Oz Perkins. W rolach głównych występują w nim Ruth Wilson, Paula Prentiss, Bob Balaban i Lucy Boynton. Jest to horror, opowiadający o pielęgniarce zajmującej się starą, schorowaną pisarką. Wymagająca opieki kobieta mieszka w nawiedzonym domu. Światowa premiera projektu odbyła się 10 września 2016 podczas 41. Międzynarodowego Festiwalu Filmowego w Toronto. Półtora miesiąca później, 28 października film wydany został w systemie VOD przez Netflix, ukazując się w wielu krajach dookoła świata (między innymi w USA, Wielkiej Brytanii, Szwecji czy Niemczech). Film został pozytywnie oceniony przez krytyków. W trakcie gali Rondo Hatton Classic Horror Awards 2016 Perkinsa wyróżniono nominacją do nagrody dla najlepszej produkcji niezależnej.

## Opis fabuły
Dwudziestoośmioletnia pielęgniarka, Lily Saylor, wprowadza się do starej, nowoangielskiej posiadłości, wybudowanej jeszcze w dziewiętnastym wieku. Ma opiekować się Iris Blum, schorowaną pisarką w podeszłym wieku. Blum, która przed laty zasłynęła jako autorka poczytnych powieści grozy, cierpi z powodu demencji. W domu zaczyna dochodzić do przerażających i niewytłumaczalnych zajść. Lily, którą Iris z niejasnych powodów nazywa imieniem Polly, zaczyna wierzyć, że stojąca na uboczu rezydencja jest nawiedzona.

## Obsada
- Ruth Wilson − Lily Saylor
- Paula Prentiss − Iris Blum
- Bob Balaban − pan Waxcap
- Lucy Boynton − Polly Parsons
- Brad Milne − pan młody
- Erin Boyes − młoda Iris

## Produkcja
Firma Netflix współfinansowała realizację I Am the Pretty Thing That Lives in the House. Nim jej przedstawiciele podpisali kontrakt reżyserski z Perkinsem, postawiono jednak warunek: Perkins miał natychmiast wszcząć prace produkcyjne. Film kręcono w Ottawie w kanadyjskiej prowincji Ontario. Wstępnie planowano, by protagonistką filmu była córka popularnego autora horrorów. Postać jednak ewoluowała, a Perkins przepisał swój scenariusz. Rolę Iris Blum, w którą wcieliła się Paula Prentiss, miała początkowo zagrać Debbie Harry. Prentiss otrzymała angaż jako przyjaciółka rodziny Perkinsów. Ruth Wilson została zaangażowana w projekt ze względu na swój talent oraz ekscytację, jaka towarzyszyła jej podczas castingu. Dobór aktorów do ról przyszedł reżyserowi z większą łatwością, gdy film zyskał już sponsora. Perkins wykorzystał w gotowym projekcie fragmenty dramatu historycznego Przyjacielska perswazja (Friendly Persuasion, 1956): ogląda go w jednej ze scen bohaterka. W filmie tym wystąpił ojciec reżysera, aktor Anthony Perkins.
W sierpniu 2016 ogłoszono, że projekt wyświetlony zostanie na Festiwalu Filmowym w Toronto. W sieci pojawiły się też materiały prasowe, w tym zdjęcia z filmu, które wzbudziły zainteresowanie mediów. Dziennikarz współpracujący z serwisem Screen Anarchy uznał, że fotosy zapowiadają "imponujące dzieło". Pierwszy zwiastun filmu zadebiutował w internecie w połowie października 2016, a w grudniu uznany został przez redaktorów witryny Bloody-Disgusting za jeden z najlepszych trailerów roku.

## Wydanie filmu
Światowa premiera I Am the Pretty Thing That Lives in the House nastąpiła 10 września 2016 roku. Obraz zaprezentowano wówczas widzom podczas 41. Międzynarodowego Festiwalu Filmowego w Toronto, a dokładniej uczestnikom sekcji Vanguard. Uczestnicy seansu chwalili sobie film, a reżyser uznał ich odbiór za "znakomity". Poprzedni horror Perkinsa, Zło we mnie, wyświetlono w Toronto rok wcześniej, 12 września 2015. Około półtora miesiąca po premierze festiwalowej, tuż przed halloween, I Am the Pretty Thing That Lives in the House wydany został w systemie VOD. Komercyjna premiera filmu odbyła się na łamach strony Netflix 28 października. Projekt trafił na platformy VOD w wielu krajach dookoła świata, poza Stanami Zjednoczonymi i Kanadą między innymi w Belgii, Holandii, Niemczech, Szwecji i Wielkiej Brytanii. Netflix Polska udostępnił widzom wersję lektorską filmu.

## Opinie
Redaktor witryny His Name Is Death okrzyknął I Am the Pretty Thing That Lives in the House jednym z najlepszych horrorów 2016 roku, w rankingu uwzględniającym dwadzieścia pięć tytułów przypisując mu miejsce trzecie. Dziennikarze magazynu Rolling Stone uznali obraz za jeden z dziesięciu najlepszych filmów grozy roku. 

### Recenzje
I Am the Pretty Thing That Lives in the House został pozytywnie oceniony przez krytyków filmowych. Agregujący recenzje filmowe serwis Rotten Tomatoes, w oparciu o piętnaście omówień, okazał obrazowi 60-procentowe wsparcie. Analogiczna witryna, Metacritic, wykazała, że sześćdziesiąt osiem procent opiniodawców uważa projekt za udany. W recenzji dla czasopisma The Hollywood Reporter Stephen Dalton uznał, że obraz Perkinsa jest "pełnym klasy horrorem w stylu vintage", a także filmem "zabarwionym literacko". Dalton porównał I Am the Pretty Thing That Lives in the House do dzieł Davida Lyncha, Stanleya Kubricka oraz Romana Polańskiego. Albert Nowicki (His Name Is Death) pisał: "W I Am the Pretty Thing That Lives in the House ciemność jest nieprzenikniona, a strach nieodparty. Nie ma tu miejsca na półśrodki: boimy się w sposób naturalny i namacalny, lęk towarzyszący Lily towarzyszy i nam. Reżyseria Oza Perkinsa cechuje się dramatyzmem i emocjonalnym natężeniem, nadaje filmowi charakter jakby interaktywny, sprawia, że kolejnych bohaterów (może z wyjątkiem Boba Balabana jako Waxcapa) traktujemy jak członków rodziny. Obawiamy się o bezpieczeństwo Lily, razem z nią moglibyśmy paść trupem z przerażenia. Gdy, dzięki ekstremalnemu zbliżeniu, w oczach kobiety odbija się upiorna figura (lodowate, martwe zdjęcia Julie Kirkwood wywierają kolosalne wrażenie), najchętniej zacisnęlibyśmy powieki w panice. Stwierdzenie, że I Am the Pretty Thing... to najstraszniejszy, a przy tym najbardziej przemyślany horror roku, nie wydaje się przesadzone." April Wolfe (The Village Voice) podsumowała film jako "najwierniejszą adaptację nigdy niepowstałej książki Shirley Jackson", dodając, że Perkins nakręcił "absolutnie mistrzowski horror gotycki".

## Nagrody i wyróżnienia
- 2016, Rondo Hatton Classic Horror Awards:
  - nagroda Rondo Statuette przyznawana za najlepszy film niezależny − 2. miejsce (wyróżniony: Oz Perkins)[3]
- 2016, Międzynarodowy Festiwal Filmowy w Toronto:
  - nominacja do nagrody za najlepszy kanadyjski film pełnometrażowy (Oz Perkins)[3]